# Ciona imperfecta
Ciona imperfecta är en sjöpungsart som beskrevs av Monniot 1977. Ciona imperfecta ingår i släktet Ciona och familjen Cionidae. Inga underarter finns listade i Catalogue of Life.